# Eochaid
Eochaid (plným jménem Eochaid mac Rhun) mohl být králem Piktů v letech 878–889. Byl synem Rhuna, krále Strathclyde, a jeho matka mohla být dcerou Kennetha MacAlpina (Cináed mac Ailpín).
Jeho kralování je obvykle popisováno jako spoluvláda s Giricem. Kronika králů Alby o něm píše toto:
A Eochodius, syn Runa, krále Britonů, vnuk Kennethův prostřednictvím jeho dcery, vládl 11 let; ačkoliv jiní říkají, že Ciricium (Giric), syn jiného muže, tou dobou vládl, protože se stal jeho pěstounem a ochráncem.
 A v jeho druhém roce Aedh (Áed Findliath), syn Niallův, zemřel.
 A v jeho devátém roce, na den sv. Cirici (Cyrus), přišlo zatmění Slunce. Eochaid a jeho pěstoun byli vypovězeni z království.

Toto je celý záznam o Eochaidově vládě. Smrt irského velekrále Áeda Findliatha, syna Nialla Cailla, se datuje na 20. listopad 879 a zatmění slunce na 16. červen 885. Fráze „ačkoliv jiní říkají“ naznačuje, že zmatky týkající se Eochaida nejsou ničím novým.